# Конколево (станция)
Конколево (пол. Kąkolewo) — пассажирская и грузовая железнодорожная станция в селе Конколево в гмине Осечна, в Великопольском воеводстве Польши. Имеет 4 платформы и 4 пути.
Станция построена в 1888 году, когда эта территория была в составе Германской империи.